# Țăndărei
Țăndărei [t͡səndəˈrĕi] ist eine Kleinstadt im Kreis Ialomița in Rumänien. 

## Lage

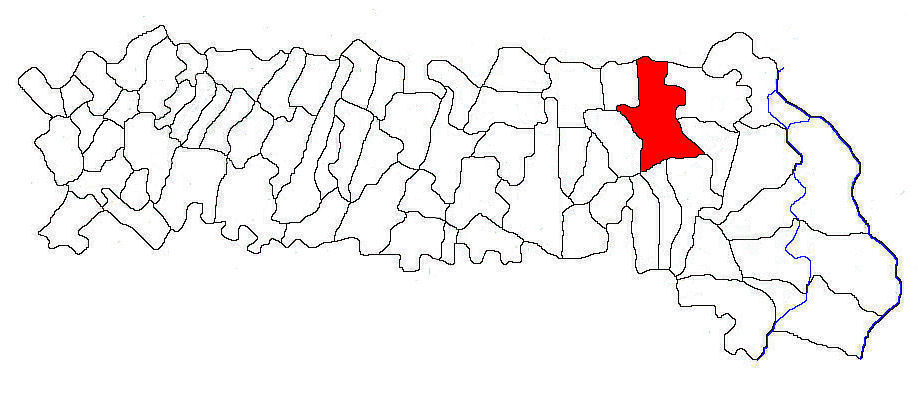
Lage von Țăndărei im Kreis Ialomița

Țăndărei liegt in der Walachischen Tiefebene am Fluss Ialomița, in der Bărăgan-Steppe. Die Kreishauptstadt Slobozia befindet sich etwa 25 km südwestlich von Țăndărei entfernt.

## Geschichte
Țăndărei wurde 1594 erstmals urkundlich erwähnt. 1864 erhielt es den Status einer Landgemeinde. Ende des 19. Jahrhunderts wurde Țăndărei ein wichtiger Eisenbahnknotenpunkt im Osten Rumäniens. Um den Bahnhof entwickelte sich eine neue Siedlung (Țăndărei Gară). 1938 bis 1944 erfolgte die Elektrifizierung des  Ortes. 1968 wurde Țăndărei zur Stadt erklärt. Haupterwerbszweige sind die Landwirtschaft, die Lebensmittel- und die Bauindustrie.

## Bevölkerung
1861 wurden in Tăndărei 261 Häuser und 310 Haushalte gezählt. 1874 erfasste man 1235 Einwohner. Bei der Volkszählung 2002 wurden in der Stadt 12.462 Einwohner registriert, darunter 10.715 Rumänen und 1731 Roma.

## Verkehr
Țăndărei ist ein wichtiger Eisenbahnknotenpunkt; von hier führen Linien nach Urziceni im Westen, Făurei im Norden und Constanța im Südosten. Es bestehen gute Busverbindungen nach Slobozia und Buzău. Durch Țăndărei verlaufen die Nationalstraßen DN2A und DN21A.

## Sehenswürdigkeiten

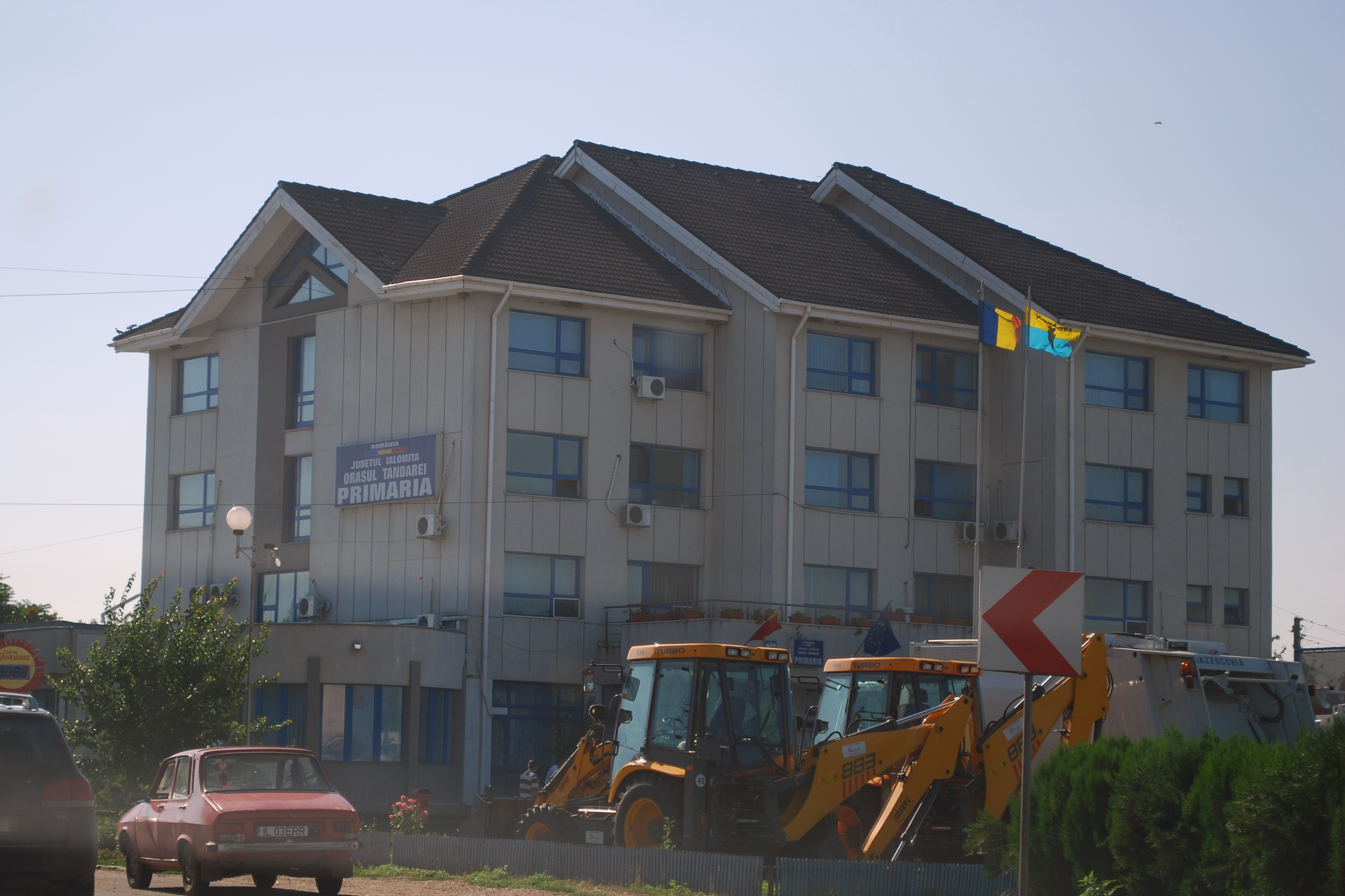
Rathaus von Țăndărei

Țăndărei hat keine bedeutsamen touristischen Anziehungspunkte aufzuweisen.

## Söhne und Töchter der Stadt
- Aurelian Chițu (* 1991), Fußballspieler